# Helena Cantacuzena (filla de Joan VI)
|  | No s'ha de confondre amb Helena Cantacuzena. |

Helena Cantacuzena, en grec medieval Ελένη Καντακουζηνή, nascuda el 1333 i morta el 1396, va ser una emperadriu consort pel seu casament amb l'emperador de l'Imperi Romà d'Orient Joan V Paleòleg.
Era filla de Joan VI Cantacuzè i d'Irene Assèn, i germana de Mateu Cantacuzè i de Manuel Cantacuzè.
Joan V Paleòleg i Joan VI Cantacuzè van ser emperadors rivals durant una guerra civil que va durar del 1341 al 1347. Les dues parts van arribar finalment a un acord, que decidia que Joan VI Cantacuzè seria reconegut com a coemperador principal amb Joan V Paleòleg com a emperador més jove. El matrimoni d'Helena amb Joan V va segellar aquest tracte. El casament va tenir lloc el 28 de maig de 1347. Helena tenia 13 anys i Joan 15.
Quan el seu fill Andrònic IV Paleòleg va deposar el seu pare el 12 d'agost de 1376, Helena va intentar conciliar les dues parts. Malgrat els seus esforços, el seu marit i els seus fills Teodor i Manuel van ser empresonats l'octubre del mateix any. Quan els tres van aconseguir escapar de la presó el juny de 1379, la van considerar responsable. Andrònic IV va poder fugir a Galata, i va prendre Helena com a ostatge. Finalment, Joan V i el seu fill Andrònic IV van signar un tractat de pau el maig de 1381.
Després de la mort de Joan V el 1391, Helena es va retirar al convent de Kira Martha a Constantinoble, adoptant el nom d'Hipomona. Va morir el 1396.

## Fills
Joan V Paleòleg i Helena Cantacuzena van tenir almenys sis fills:
- Andrònic IV Paleòleg, emperador romà d'Orient del 1376 al 1379.
- Irene Paleòloga, nascuda cap al 1349 i morta després del 1362, es va casar amb el seu cosí germà Kalil de Bitínia, un dels fills del sultà Orhan i de la seva tia Teodora Cantacuzena
- Manuel II Paleòleg, emperador romà d'Orient del 1391 al 1425.
- Teodor Paleòleg, dèspota de Morea.
- Miquel Paleòleg, que va reivindicar el tron de l'Imperi de Trebisonda a Aleix III.
- Maria Paleòloga, casada amb el sultà de l'Imperi Otomà Murat I, però morta molt jove.
- Una altra filla de nom desconegut casada amb Pere II de Xipre.[1]